# Glück, Mißbrauch und Rückkehr
Glück, Mißbrauch und Rückkehr oder Das Geheimniß des grauen Hauses (en français : Bonheur, abus et retour ou Le Secret de la maison grise) est une pièce de Johann Nestroy.

## Argument
Les riches anciens camarades de classe du pauvre scribe Blasius Rohr l'invitent à un bal élégant pour le ridiculiser. Le stupide et fier Blasius ne remarque rien de tout cela, croit qu'il s'est fait de vrais amis et se sent accepté par la haute société.
Pendant l'absence de Blasius, le riche M. Eisenkorn, son oncle, a déposé l'acte de donation pour une usine de valeur, en supposant que le neveu, qui avait été délibérément maintenu dans la pauvreté, la gérerait avec succès. Cependant, lorsque Blasius découvre cela, il décide immédiatement de vendre l'usine et d'acheter un manoir. Il quitte sa compagne Babett, qu'il appelle Wawi, car elle, qui est une vendeuse de vêtements, ne lui convient plus comme seigneur du château.
Sur le chemin de son château, Blasius et ses compagnons font la connaissance de la mystérieuse Friederike, qui vit près de la fameuse "Maison grise". Theodor tombe immédiatement amoureux d'elle et lui propose un contrat de mariage. Bien qu'elle réponde à ses sentiments, Friederike refuse de quitter la forêt et de s'installer dans la résidence avec lui. La calculatrice Aurore, fille du ruiné Herr von Klippenbach, séduit Blasius, qui gaspille donc toute sa fortune pour elle et son père. Friederike est la fille d'Eisenkorn, qui la laisse grandir dans la solitude de la forêt, également une expérience d'éducation, mais la forme soigneusement et a l'intention de la marier avec son neveu Blasius. Alors que les amis explorent le secret de la « maison grise », les quartiers secrets d'Eisenkorn, et Theodor croit qu'un rival y habite, c'est pourquoi il part déçu, le château brûle à cause d'une explosion. Aurora et son père quittent immédiatement Blasius désormais démuni, non sans prendre sa voiture avec eux.
Blasius vit à nouveau appauvri dans la résidence, soutenu uniquement par son ancien serviteur Rochus. Lors de la fête de fiançailles prévue dans la maison de son oncle, tout le monde se retrouve, Eisenkorn reconnaît son neveu comme une personne dissolue et ordonne avec indignation à Friederike d'épouser Theodor immédiatement, ce qui, bien sûr, remplit les deux d'une grande joie. La bonne Babett transfère une quantité considérable de capital à Eisenkorn et lui donne la liberté de pardonner à Blasius. Comme celle-ci accepte généreusement, Blasius récupère sa Wawi.

## Histoire
Nestroy s'inspire du roman La Maison blanche du Français Paul de Kock : Le petit bourgeois parisien Monsieur Robineau, qui devient arrogant à cause d'un héritage, quitte sa compagne et se bat pour un titre de noblesse jusqu'à ce qu'il soit à nouveau appauvri et soit encore plus mal qu'avant. Le personnage principal est décrit par de Kock comme un jeune homme bien nourri avec un visage gonflé, un nez émoussé, un front bas, des lèvres épaisses et des cheveux blonds épais : c'est exactement ainsi que Nestroy fait préparer le maquilleur.
La pièce de Nestroy a une fin plus conciliante que le roman, car l'arrogant, pompeux et simple d'esprit Blasius Rohr est amené à la perspicacité à la fin par le malheur qu'il s'est infligé et, selon le goût du public viennois, continue sa vie comme un musicien drôle. Le nom de famille de Blasius, Rohr (Pipe en allemand), fut probablement choisi par Nestroy en raison de son manque de fermeté de caractère après le dicton "se balançant comme une pipe dans le vent".
Johann Nestroy incarne Blasius Rohr, Wenzel Scholz le serviteur Rochus, Ignaz Stahl M. von Klippenbach, Friedrich Hopp le frère Mucki, Alois Grois le maître de maison, Franz Gämmerler Theodor, Eleonore Condorussi Friederike et Marie Weiler Brigitte. Le directeur Carl Carl doit intervenir pour remplacer l'acteur malade Würth au dernier moment et a un grand succès dans le rôle d'Eisenkorn.
La pièce est un succès.

## Source de la traduction
- (de) Cet article est partiellement ou en totalité issu de l’article de Wikipédia en allemand intitulé « Glück, Mißbrauch und Rückkehr » (voir la liste des auteurs).